# Guan cellablanc
El guan cellablanc (Penelope jacucaca) és una espècie d'ocell de la família dels cràcids (Cracidae) que habita zones boscoses àrides de les terres baixes de l'interior del nord-est del Brasil.